# Can Salat
Can Salat és una casa d'Estaràs inclosa a l'Inventari del Patrimoni Arquitectònic de Catalunya.

## Descripció
La casa és situada al centre del nucli, i està realitzada amb paredat, amb restes d'un antic arrebossat i decorada amb maó, coberta a dues aigües i distribuïda amb planta baixa i dues plantes superiors.
A la planta baixa de la façana principal hi trobem la porta d'accés realitzada amb arc de mig punt, on s'accedeix mitjançant una graonada. A la primera planta hi trobem dos balcons amb les obertures decorades al llarg de la llinda i brancals amb un arc de maó pla, on l'obertura situada més a la dreta té una continuïtat cap a una galeria adossada a la dreta de l'edifici, oberta a l'exterior mitjançant una sèrie d'arcs de mig punt també realitzats amb maó però col·locat a sardinell, seguint la mateixa tècnica constructiva a la planta baixa d'aquesta galeria, on les obertures van ser tapiades posteriorment mitjançant paredat, excepte en un dels seus costats. A la segona planta o golfes destaquen una sèrie de tres arcs de mig punt al costat esquerre de l'edifici oberts recentment seguint la mateixa tècnica constructiva.
A la façana lateral dreta també s'observa la distribució amb tres plantes, a la planta baixa hi ha una obertura amb arc rebaixat amb una reixa de ferro fos a l'exterior, igualment a la primera planta, amb la diferència que aquí es pot observar com l'antiga finestra amb arc de mig punt realitzat amb maó fou parcialment tapiada posteriorment. Finalment a la segona planta trobem tres obertures amb arc de mig punt sense seguir cap mena de simetria.